# Rhinoclama nitens
Rhinoclama nitens is een tweekleppigensoort uit de familie van de Cuspidariidae. De wetenschappelijke naam van de soort is voor het eerst geldig gepubliceerd in 1898 door Locard.